# ژانگ سانفنگ
ژانگ سانفنگ (انگلیسی: Zhang Sanfeng) یک تائوئیست افسانه‌ای اهل چین بود که گفته می‌شود به جاودانگی رسید. او ابداع‌کننده سبک «نیجیا» در هنرهای رزمی چینی و به‌ویژه تای چی چوان (یک تلفیق و وحدت نئو کنفوسیانیسم در شائولین کونگ‌فو) بود و از استادان بزرگِ اصولِ «تائو یین» («نیگونگ») محسوب می‌شود.
مطابق روایات قدیمی، او در شاوو در شهرستان نانپینگ واقع در استان فوجیان در دوران حکمرانی دودمان سونگ زاده شد و بیش از ۳۰۷ سال (تا اواسط دوران حکومت دودمان مینگ) عمر کرد.
او متخصص کنفسیوس‌گرایی و علوم مرتبط تائوئیسم بود و گفته می‌شود به شهرت و ثروت بی‌تفاوت بود. با آنکه در دوران حکمفرمایی قوبلای‌خان از دودمان یوآن، به وی مناصب بالای دولتی و اداری پیشنهاد شد، اما او از پذیرفتن‌شان سرباز زد و تمامی دارایی‌هایش را هم به اعضای خانواده و قبیله‌اش بخشید و ضمن سفر در سرتاسر چین، به ریاضت روی آورد و مدتی را در «کوه هوآ» و سپس در کوهستان وودانگ سکنا گزید.
وی با تماشای مبارزه یک مار و یک پرنده و بررسی دقیق حرکات مار در دفاع و حمله، ۷۲ حرکت در تای چی چوان ابداع کرد.